# 雪囲い

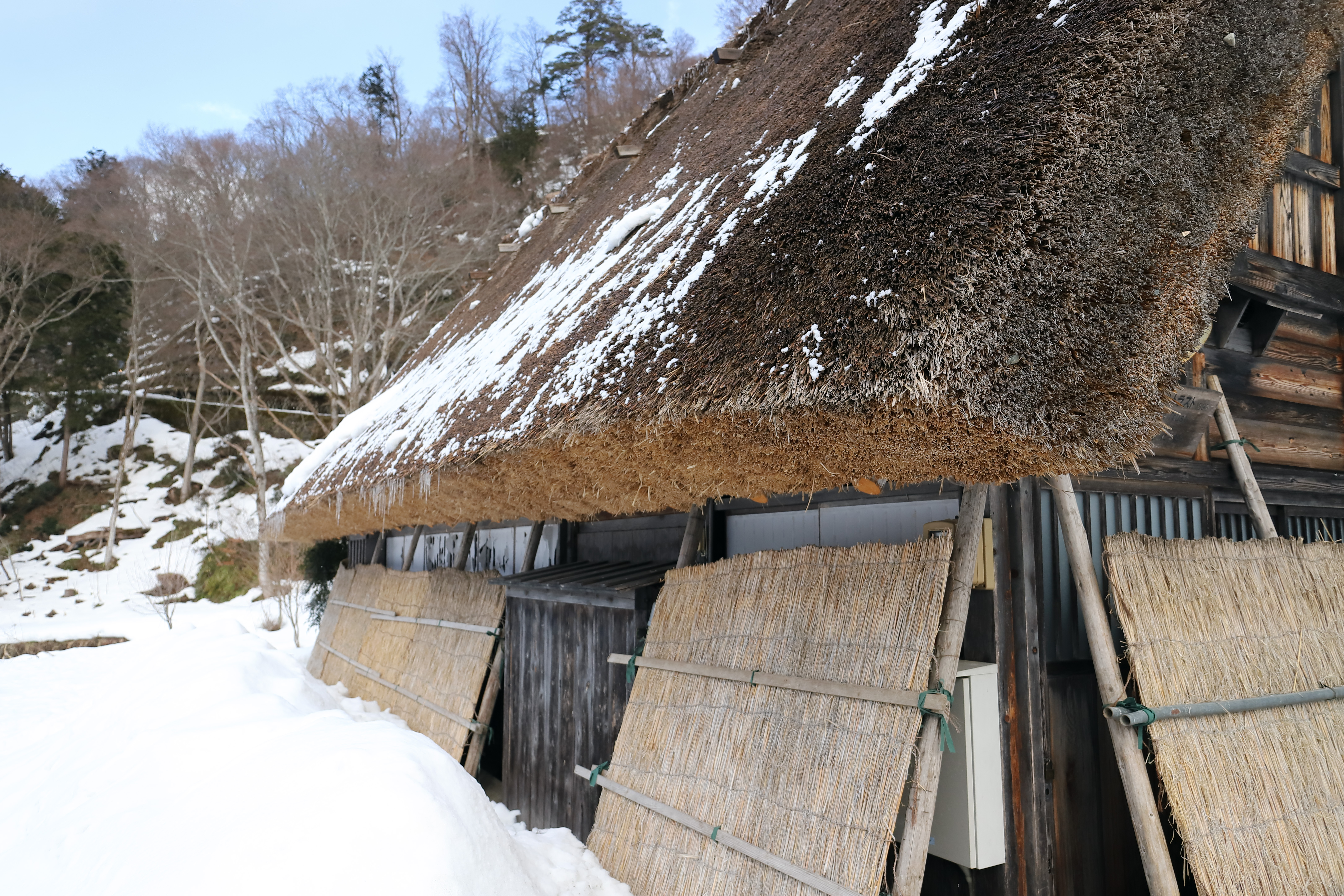
白川郷の茅葺家屋に設置された雪囲い

雪囲い（ゆきがこい）とは、日本の北海道、東北地方の日本海側、北陸地方のような豪雪地帯で、冬の間、家屋などの建物を囲うこと、またその囲いのこと。雪垣。
「雪囲い」の類義語に「冬囲い」があるが、主に樹木や花木に行うものを「冬囲い」、主に建物などより広範囲に行うものを「雪囲い」という。

## 目的
- 積雪の重みで家屋が破壊されるのを防ぐ。
- 屋根から落ちてきた雪が家屋を破壊することを防ぐ。植木が倒れるのを防ぐ。
- 屋根から落ちてきた雪が軒下を歩いていたり、玄関先にとどまっている人間の上に直接落ちることを防ぐ。

また二次効果として以下のようなことが期待される。
- 雪が付着する事を防いで凍結を防止する。
- 家屋の中に雪が入り込むことを防止する。
- 除雪の手間を省く。
- 通路を確保する。

## 歴史と意味
豪雪地帯では冬の積雪が2mを越すこともあり、建物が雪に埋もれてしまったり、雪の重みに押しつぶされたりすることもある。そのため雪囲いは、豪雪地帯における冬の準備として行われてきた。昔は屋根から地面に向かって木材を立て、その木材にそって板やワラ、ヨシなどで囲っていたが、近年では波型のトタンやプラスチック製の板を利用して雪が滑り落ちやすくする工夫もなされている。
ただし、冬が来る度に雪囲いを施すのは面倒であるため、季節にかかわらず常設しているものも多い。単に木材などを打ちつけたものなどであれば素人でも設置、撤去などはできるが、例えば商店の入口にあるような、周囲をガラスで囲んだり自動ドアをつけたりしたものであれば、設置や撤去の度にかなりの経費がかかるのでこういったものは常設である。またスノーシェルターの類も雪囲いの一種であるが、これは当初から常設とすることを前提としたものである。こういったものは夏季には用を成さないのが一般的であるが、落石からの保護などとの兼用の場合もある。ただし地域によってはこうした常設のものは「雪囲い」とは呼ばないとする地域も存在する。